# Eu Sou o Que Sou

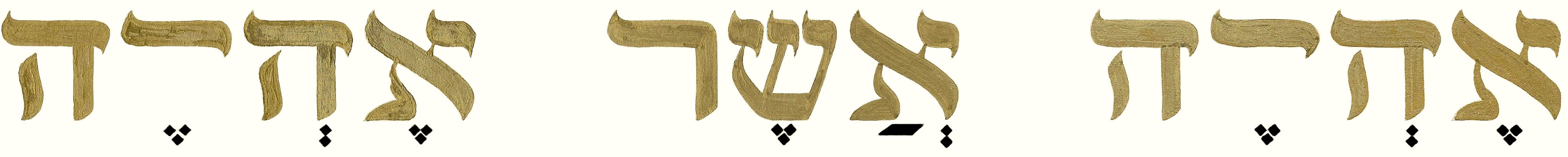

Eu Sou o Que Sou (em hebraico: אֶהְיֶה אֲשֶׁר אֶהְיֶה, pronunciado Ehyeh Asher Ehyeh) é uma tradução comum em inglês (ARA outras outras) da resposta de Deus usada na Bíblia hebraica quando Moisés perguntou seu nome. É um dos versos mais famosos da Torá. Hayah significa "existiu" ou "era" em hebraico, "Ehyeh" é a primeira pessoa do singular da forma imperfeita e é geralmente traduzida nas Bíblias em Português como "serei", por exemplo, em Êxodo 3:14. Ehyeh Asher Ehyeh é geralmente interpretado (de forma errada) como significando que Eu Sou o que Sou, mas que, verdadeiramente significa "Eu Serei o que Serei".
Ehyeh-Asher-Ehyeh (muitas vezes contraído em Português como "Eu Sou") é um dos Sete Nomes de Deus concedido em cuidado especial pela tradição judaica medieval. A frase também é encontrada em outras literaturas do mundo religioso, usada para descrever o Ser Supremo, em geral, remetendo para o seu uso em Êxodo. A palavra Ehyeh é considerada por muitos estudiosos rabínicos como sendo uma derivação de primeira pessoa do Tetragrammaton, ver por exemplo Yahweh.

## Judaísmo

### Bíblia Hebraica
A palavra Eyeh é usada em um total de 43 lugares na Bíblia hebraica, onde normalmente é traduzida como "Eu serei" - como é o caso de sua primeira ocorrência, em Gênesis 26:3 - ou "serei", como é o caso para a sua ocorrência final em Zacarias 8:8. A importância colocada na frase, como ele é usado por Deus para se identificar na Sarça Ardente, decorre da concepção hebraica do monoteísmo que Deus existe por si mesmo para si mesmo, e é o Criador incriado, que é independente de qualquer conceito, força ou entidade. Portanto, "eu sou quem eu sou" (em curso).
Alguns estudiosos afirmam que o Tetragrammaton se deriva da mesma raiz verbal, seguindo uma interpretação rabínica de Êxodo 3:14, mas outros afirmam que ele pode simplesmente soar similar como pretendido por Deus, como o Salmo 119 e as palavras hebraicas "shoqed" (assistir) e "shaqed" (ramo de amêndoa) encontrada em Jeremias 1:11–12. Se o Nome Santo (escrito como YHWH) é derivado de Eyheh, ou se os dois são conceitos independentes, é um assunto de debate entre os historiadores e teólogos.
Na aparência, é possível interpretar YHWH (יהוה) como uma terceira pessoa do singular na forma arcaica do verbo hayah (אהיה) "ser", significando, portanto, "Ele é". Ele é notavelmente diferente da raiz El, que pode ser usada como um substantivo simples para se referir à divindade criadora, em geral, como em Elohim, que significa simplesmente "Deus" (ou deuses). Esta interpretação está de acordo com o significado do nome dado em Êxodo 3:14, onde Deus é representado como se estivesse falando e, portanto, como o uso de primeira pessoa - ehyeh "eu sou". Outros estudiosos consideram a raiz triconsonantal de hawah (הוה) como uma origem mais provável para o nome Yahweh (יהוה).